# ستيفن غراهام جونز
ستيفن غراهام جونز (بالإنجليزية: Stephen Graham Jones)‏ (1972 في الولايات المتحدة)؛ روائي أمريكي.